# Quanah (Teksas)
Quanah je grad u američkoj saveznoj državi Teksas. Prema popisu stanovništva iz 2010. u njemu je živjelo 2.641 stanovnika.